# Conflict in de Gazastrook 2012

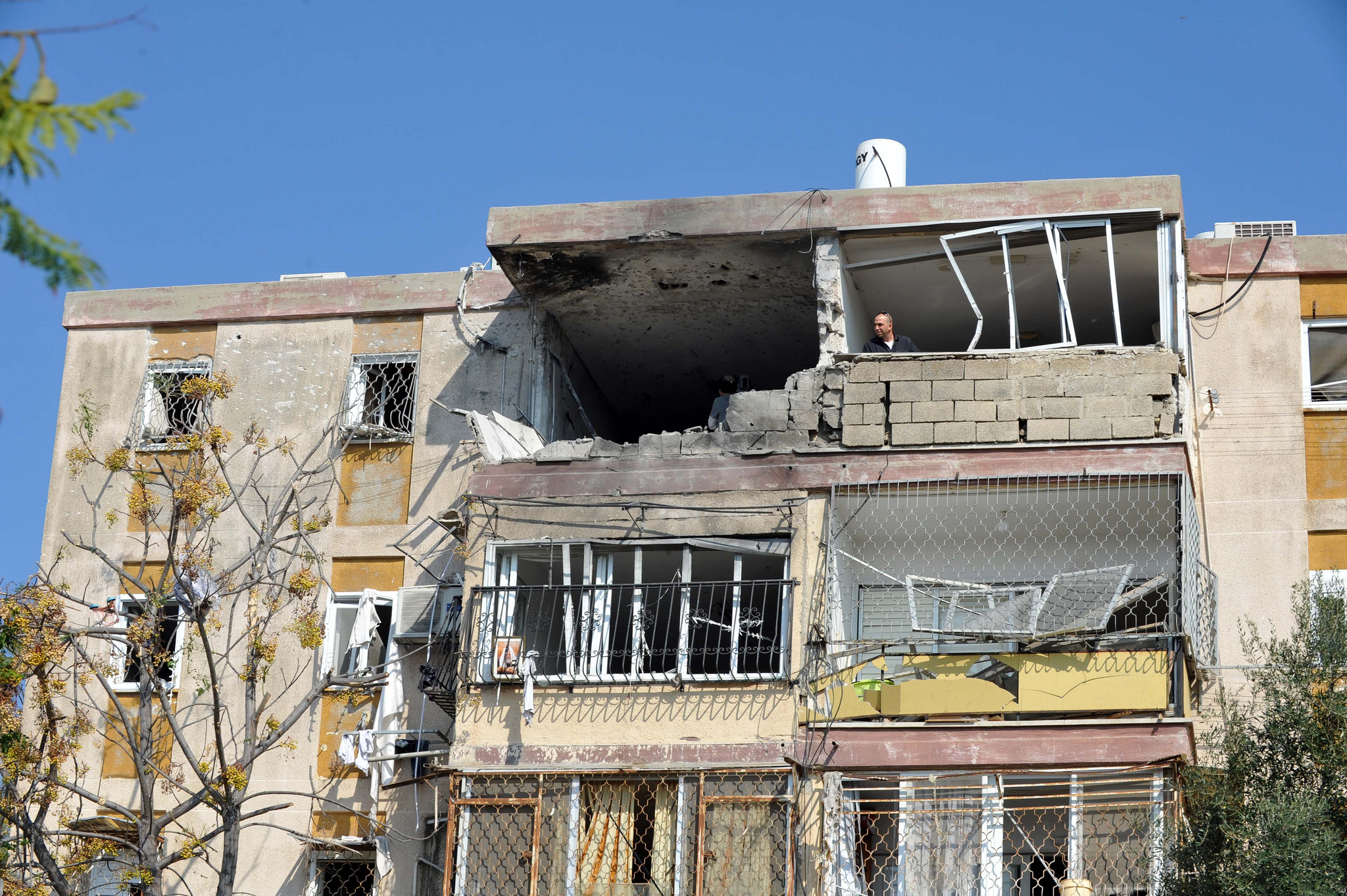
Een Israëlisch appartement, verwoest door een raketinslag, 15 november 2012

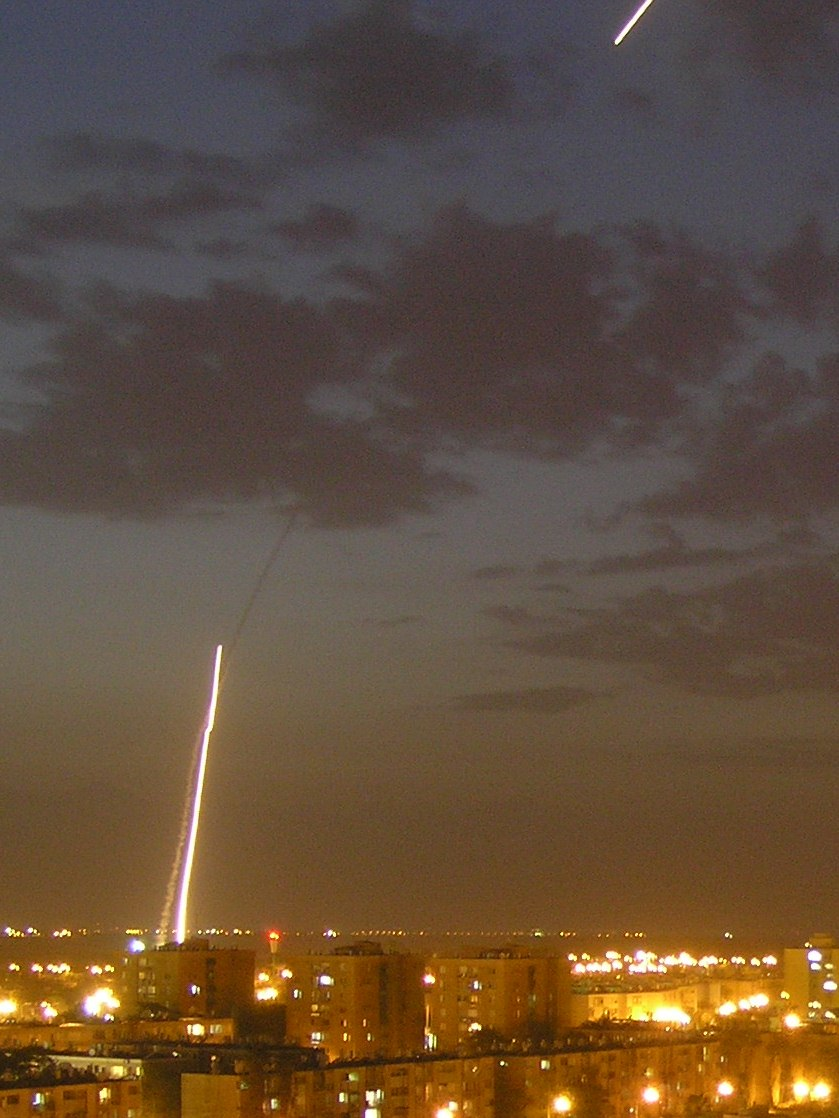
Een Israëlische Iron Dome-raket stijgt op om een inkomende raket te vernietigen, 17 november 2012

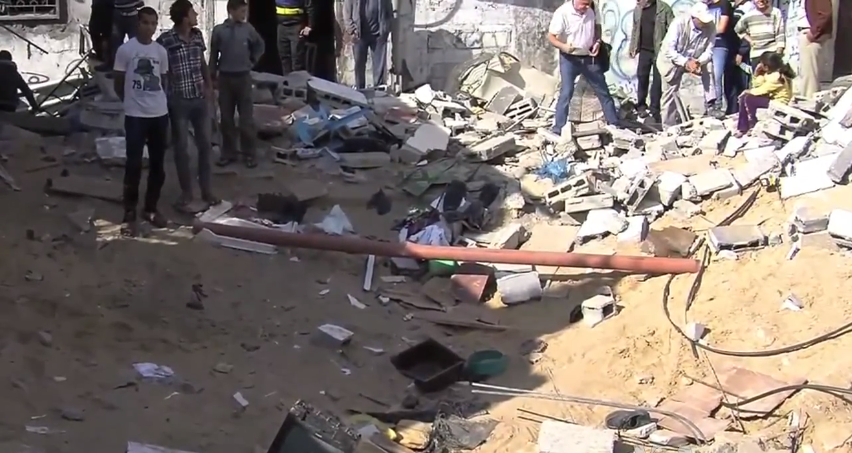
Een huis in Gaza City dat (met familie) werd vernietigd door een Israëlische luchtaanval op 21 november 2012.

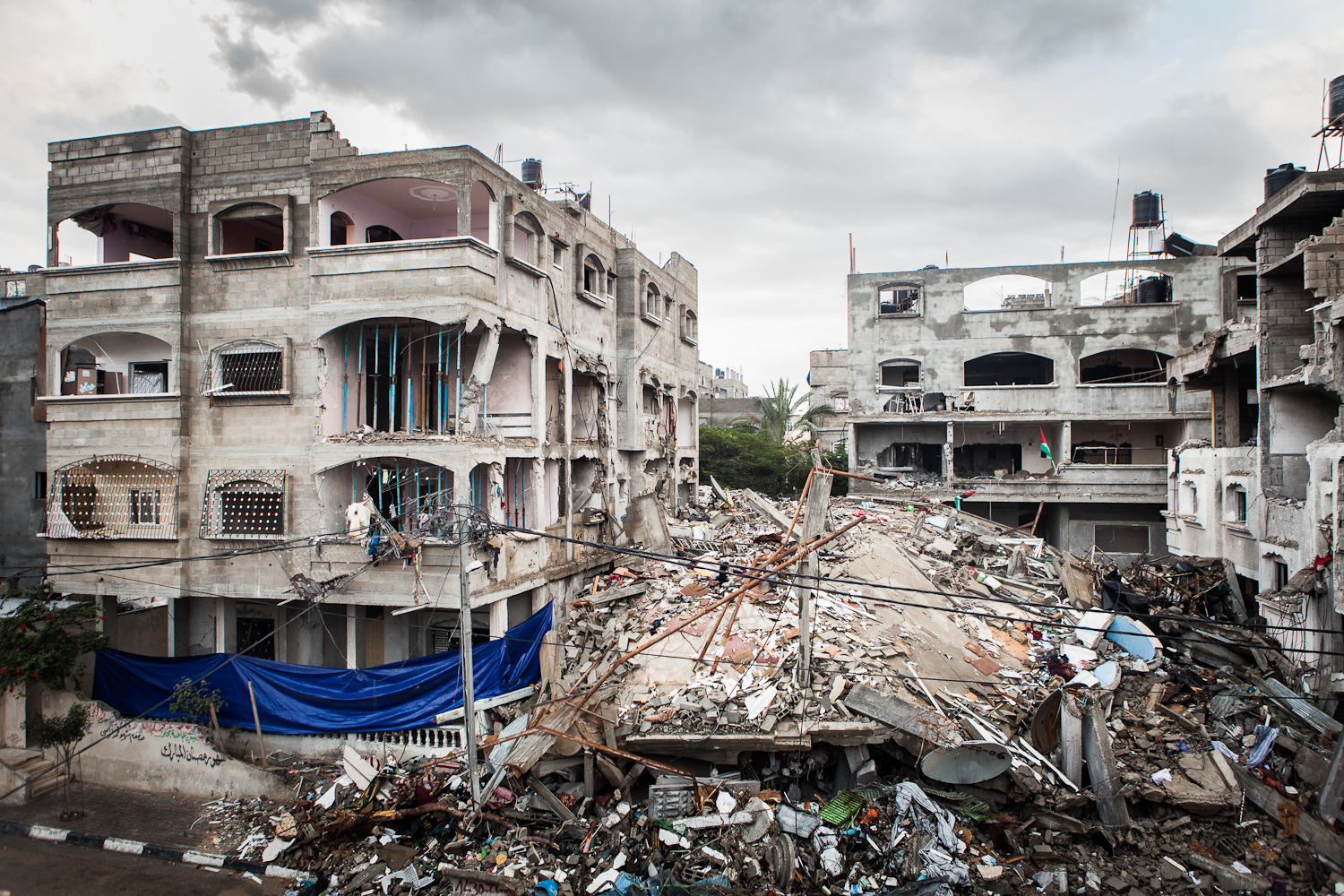
Een huis in het Jabalia vluchtelingenkamp, verwoest door een Israëlisch bombardement, 5 december 2012

Het conflict in de Gazastrook 2012 was een militair conflict tussen Israël en - hoofdzakelijk - de Palestijnse beweging van Hamas dat zich voordeed (in november 2012) in de Gazastrook en zuidelijk Israël. Het ging om een militaire operatie van het Israëlische leger (IDF) in de Gazastrook genaamd Operatie Wolkkolom (Engels: Operation Pillar of Defense / Operation Pillar of Cloud; Hebreeuws: עַמּוּד עָנָן).
De Israëlische operatie begon op 14 november 2012 toen Israël met een luchtaanval Ahmed Jabari, onderbevelhebber van de militaire tak van Hamas in Gaza doodde. De Israëlische operatie had twee doelen: een einde maken aan de raketaanvallen op het zuiden van Israël en anderzijds het treffen van de terreurorganisaties in de Gazastrook. Op 21 november 2012 werd een wapenstilstand tussen Israël en Hamas overeengekomen.

## Geschiedenis

### Achtergrond
In 2005 trok Israël zich terug uit de Gazastrook en ontmantelde de Israëlische nederzettingen daar. De Palestijnse Parlementsverkiezingen van januari 2006 werden gewonnen door Hamas. Hamas is een islamitische politieke organisatie die door o.a. de VS en de EU als een terroristische organisatie wordt gezien en Israël niet erkent en met wapens bestrijdt. Pogingen om tot een gemeenschappelijke regering van Hamas en Fatah te komen leden schipbreuk, en na gewelddadige machtsstrijd tussen de twee partijen trok Hamas in juni 2007 de macht in de Gazastrook volledig naar zich toe.
Als reactie hierop voerden Israël en Egypte een blokkade van de Gazastraak door. Sinds juni 2010 is de blokkade voor niet-militaire goederen versoepeld. Het Rode Kruis is van mening dat deze blokkade illegaal is en zou leiden tot armoede onder de 1,5 miljoen inwoners die daardoor volgens het Rode Kruis in “wanhoop” leven. In de Gazastrook is sprake van een hoge werkloosheid, en een groot deel van de bevolking leeft beneden de armoedegrens. De levensverwachting is met 74 jaar echter vergelijkbaar met die in andere Arabische landen. Israël ziet de blokkade als noodzakelijk om de op Israël gerichte raketaanvallen uit Gaza te beperken en wapenleveranties aan Hamas te voorkomen. De VN-Hoge Commissaris voor de Mensenrechten Navanethem Pillay acht de blokkade eveneens illegaal Een VN-commissie onder leiding van de vroegere premier van Nieuw-Zeeland, Palmer heeft uitgesproken dat de ingestelde zeeblokkade legaal is, waarbij de commissie opmerkte dat bij de onderschepping van het scheepskonvooi voor Gaza in 2010 "excessief geweld" is gebruikt.

### Aanleiding
De directe aanleiding van de Israëlische aanval waren raket- en mortieraanvallen van Hamas en andere Palestijnse groeperingen die vanaf de zomer van 2012 vanuit de Gazastrook op Israëlisch grondgebied werden uitgevoerd. Vanaf 2001 werden echter al honderden raketten of mortieren per jaar afgeschoten. Dit legde in beide landen grote delen van het dagelijks leven lam. Op 24 oktober werden zestig raketten op Zuid-Israël afgeschoten. Tot 14 november 2012 werden er in dit jaar 800 raketten en mortiergranaten op Israëlisch grondgebied afgeschoten.
Op 10 november 2012 werd een Palestijnse anti-tankraket afgeschoten op een IDF-jeep die op patrouille was langs de grens met Gaza. Hierbij vielen vier gewonden. De IDF reageerde hierop met een aantal luchtaanvallen op Gaza waarbij vier Palestijnse doden vielen. Vanuit de Gazastrook werden daarna gedurende de volgende vier dagen zo'n 150 raketten en mortiergranaten op Israël afgeschoten.

### Het conflict
Het conflict escaleerde na de Israëlische luchtaanval op Hamas-leider Ahmed Jabari op 14 november. Deze werd door een drone gedood toen hij met zijn auto door de straten van Gaza reed. Zijn begrafenis, minder dan 24 uur na zijn dood, ging gepaard met emotionele en woedende manifestaties. Aanhangers riepen op tot wraak, eisten meer raketaanvallen en schoten met geweren in de lucht. Hamas-strijders bleven hierbij weg, bang voor een Israëlische aanval.
In de eerste week van het conflict bestookte het Israëlische leger doelen van Hamas en andere milities in de Gazastrook. De luchtaanvallen leidden echter niet tot een vermindering van het aantal raketten dat deze organisaties op Israël afschoten. De steden Ashkelon, Ashdod en Berseba en enkele andere plaatsen bleven doelwit van raketbeschietingen.
Hamas produceert zelf Qassamraketten met een bereik tot 17 km. Sedert enkele jaren levert Iran aan Hamas ook Russische Gradraketten, deze hadden aanvankelijk een bereik tot 22 km, maar de nieuwste versie heeft een bereik van 40 km. Hamas bleek ook te beschikken over de Iraanse Fajr-5 raket met een bereik van 75 km, waarmee Tel Aviv en Jeruzalem beschoten werden. Israël beschuldigde daarop Iran en Syrië van steun aan Hamas, maar Iran ontkende dit.
Veel raketten die door Hamas waren afgeschoten werden door Israël onderschept met het IJzeren Koepel-systeem (ook bekend onder de naam "Iron Dome"). Er waren vijf Iron Dome-installaties in Israël in gebruik: vier bij de grens met Gaza en één bij Tel Aviv. In maart 2011 werd de eerste Iron Dome in gebruik genomen. Het systeem berekent de baan van de gelanceerde raket en haalt die neer wanneer bewoond gebied getroffen zou worden.
Bij Israëlische aanvallen kwamen op 19 november bij één incident 11 burgers om het leven. Egypte nam het voortouw in de bemiddeling tussen de strijdende partijen. Een Israëlische gezant die de Egyptische hoofdstad Caïro bezocht voor overleg over een staakt-het-vuren kon echter geen resultaat boeken. Israël zei een definitief einde te willen maken aan de raketbeschietingen vanuit Gaza en trof voorbereidingen voor een mogelijk grondoffensief. Volgens opiniepeilingen stond echter slechts 30% van de Israëlische bevolking achter een grondoorlog.
De Amerikaanse president Barack Obama zei op 18 november dat hij volledig achter Israëls recht stond om zichzelf te verdedigen. "Er is geen land op aarde dat het zou tolereren als het raketten op zijn burgers regent", aldus de president. Volgens Obama was het nodig dat militanten in de Gazastrook stopten met de beschietingen, zodat de besprekingen over een wapenstilstand konden doorgaan. De Turkse premier Erdogan zei: "Israël is verantwoordelijk voor de massamoord en dood van de kinderen". De Britse minister van buitenlandse zaken William Hague waarschuwde op 18 november voor de mogelijk bloedige gevolgen van een grondaanval op Gaza.
Op 21 november 2012 werd een wapenstilstand tussen Israël en Hamas van kracht. Deze wapenstilstand werd op 26 februari 2013 voor het eerst verbroken.

### Slachtoffers
Volgens de Palestijnen zijn er in het conflict 160 Palestijnen omgekomen, waarvan 105 burgers, 1000 mensen raakten gewond, waarvan 971 burgers. Volgens Israël zijn aan Palestijnse zijde 177 mensen omgekomen, waarvan 120 strijders. De Palestijnse al-Qassam Brigades doodden acht Palestijnen die ze beschuldigden van collaboratie met Israël.
Aan Israëlische zijde werden vier burgers gedood en 219 gewond

## Media- en propaganda-oorlog
Ook in dit conflict speelde propaganda weer een grote rol. Foto's van gewonde en gedode kinderen bleken in scène gezet of waren afkomstig uit Syrië. Van de zijde van Israël werd ook gepoogd om de propagandaoorlog te winnen, het blog van IDF kreeg een soort "game" functie waarmee bezoekers werden aangemoedigd om te bloggen of te twitteren over het conflict

## Geen totale blokkade van de Gazastrook tijdens het conflict
Israël werd tijdens het conflict door de eigen achterban bekritiseerd, omdat het de Gazastrook niet afsloot van water en energie, en wisselen van geld niet onmogelijk maakte. Tijdens het conflict werd een konvooi van de Palestijnse overheid op de Westoever naar Gaza aanvankelijk tegengehouden, maar op aandringen van het Rode kruis toch doorgelaten. Ook Egyptische activisten stuurden een hulpkonvooi.